# وراچو گای
وراچو گای (به صربی: Vračev Gaj) یک منطقهٔ مسکونی در صربستان است که در ناحیه بانات جنوبی واقع شده‌است. وراچو گای ۱٬۵۶۸ نفر جمعیت دارد و ۶۹ متر بالاتر از سطح دریا واقع شده‌است.